# Oro (racconto)
Oro (Gold) è un racconto lungo di fantascienza dello scrittore statunitense Isaac Asimov, pubblicato per la prima volta nel numero di settembre 1991 della rivista Analog Science Fiction and Fact.
L'opera ha vinto nel 1992 il Premio Hugo per il miglior racconto

## Edizioni
- (EN) Isaac Asimov, Gold, in Analog Science Fiction and Fact, 1ª ed., Davis Publications, settembre 1991,  pp. 10-41.
- Isaac Asimov, Oro, in Millemondiestate 1993: Un romanzo breve e 11 racconti, traduzione di Giuliano Acunzoli, Millemondi, n. 43, Milano, Mondadori, 1993,  p. 368.
- Isaac Asimov, Oro, in Gold. La fantascienza allo stato puro, traduzione di Tilde Riva e Gino Scatasta, Milano, Bompiani, 1995,  p. 362, ISBN 8845227057.